# MARS RED
『MARS RED』（マーズ レッド）は、藤沢文翁原作の舞台作品。2013年初演、2015年に再演となった音楽朗読劇である。
2019年より唐々煙による漫画が『月刊コミックガーデン』（マッグガーデン）にて連載開始となったほか、2020年にはアニメ史上初となる、朗読劇からアニメ化が発表されるなどメディアミックス展開されている。略称は「マズレ」。アニメ版の音楽は朗読劇の音楽監督である村中俊之が引き続き担当し、音響監督は原作・脚本・演出の藤沢自ら担当する。

## ストーリー
近代化が進み、大正ロマン只中にある日本の帝都、東京。華やぐ帝都の裏では、なんらかの出来事で普通の人間として生きられない「ヴァンパイア」になってしまった者たちが隠れて生活していた。致命的な問題を抱え持ちながら、同時に強靭な力も持つ彼らに政府は注目。後天的にヴァンパイアとなった軍属の男性4人に着目し、少数で多大な成果を出すことを目的とした陸軍金剛鉄兵計画が動き出す。
表向きは殉職扱いとなった4人は、発足した第十六特務隊、通称「零機関」の実働部隊員となる中、弱点となる苦手な太陽光、強い匂いなどの欠点を、大正時代の技術力で補いながら、帝都で起こる怪事件に関する特殊任務にあたる。

## 公演記録
初演『SUPER SOUND THEATER「MARS RED」』
2013年6月22日 - 23日（会場：舞浜アンフィシアター）
朗読：徳山秀典、小杉十郎太、石田彰、鈴村健一、諏訪部順一、高橋広樹、沢城みゆき、美波
原作・脚本・演出：藤沢文翁

再演『SUPER SOUND THEATRE「MARS RED」』
2015年9月26日 - 27日（会場：舞浜アンフィシアター）
朗読：古川雄大、諏訪部順一、石田 彰、鈴村健一、高橋広樹、堀内賢雄、沢城みゆき、朝倉あき
原作・脚本・演出：藤沢文翁

外伝『MARS RED 「THE BLACK PRINCE」』
2017年11月4日 - 5日（会場：舞浜アンフィシアター）
朗読：諏訪部順一、鈴村健一、高橋広樹、朴璐美、釘宮理恵、朝倉あき、山路和弘
原作・脚本・演出：藤沢文翁
音楽監督：村中俊之
舞台監督：諌山 喜由（ISA）
照明デザイン：久保 良明（エヂソンライトハウス）
美術デザイン：野村 真紀（東宝舞台）
衣裳：大戸 美貴（東宝舞台）
音響デザイン：小宮 大輔（soundborn）
音響効果：熊谷 健 (オフィスエーワン)
特効：阪部 聡子（スパーク）
イラスト：唐々煙
（製作：「The Black Prince」製作委員会）

## 主な登場人物
キャストは2013年公演・2015年公演・テレビアニメの順に記載。1人しかいない場合は全作品を通して共通。
栗栖秀太郎（くるす しゅうたろう）
声 - 徳山秀典 / 古川雄大 / 畠中祐
大日本帝国陸軍憲兵上等兵。国内唯一にして最強のAクラスヴァンパイア。
山上徳一（やまがみ とくいち）
声 - 小杉十郎太 / 諏訪部順一 / 山寺宏一
大日本帝国陸軍憲兵少佐。ランク外のヴァンパイア。
タケウチ
声 - 石田彰
大日本帝国陸軍憲兵兵長。Dクラスのヴァンパイアで、老いることのない脳を喜ぶマッドサイエンティスト。
スワ
声 - 鈴村健一
大日本帝国陸軍憲兵伍長。Cクラスのヴァンパイアで、300年以上前から生きている。
前田義信（まえだ よしのぶ）
声 - 諏訪部順一 / 高橋広樹 / 諏訪部順一
大日本帝国陸軍憲兵中佐(アニメでは少佐)、後に憲兵大佐。
中島宗之助（なかじま そうのすけ）
声 - 高橋広樹 / 堀内賢雄 / 家中宏
大日本帝国陸軍憲兵中将。
デフロット
声 - 沢城みゆき
白系金髪の少年ヴァンパイア。Sクラス。
白瀬葵（しらせ あおい）
声 - 美波 / 朝倉あき / 折笠富美子
栗栖秀太郎の幼馴染。日都新聞の記者。

## DVD
- 新感覚音楽朗読劇 MARS RED / 2013年9月27日発売 / 品番：AHVA-006/007（2枚組）
- SUPER SOUND THEATRE「MARS RED 2015」/ 2016年1月27日発売 /品番：AHVA-020/021（2枚組）

## 漫画
『月刊コミックガーデン』（マッグガーデン）にて2019年12月号より2021年8月号まで隔月で連載された。原作：藤沢文翁、漫画：唐々煙。
- 原作：藤沢文翁、漫画：唐々煙『MARS RED』マッグガーデン〈マッグガーデンコミックス Beat'sシリーズ〉、全3巻
  1. 2020年6月13日発行（5月29日発売[12]）、ISBN 978-4-8000-0979-1
  2. 2021年4月14日発売[13]、ISBN 978-4-8000-1076-6
  3. 2021年7月14日発売[14]、ISBN 978-4-8000-1113-8

## テレビアニメ
2021年4月から6月まで読売テレビほかにて放送された。読売テレビエンタープライズ設立50年記念プロジェクトの一環で制作された。本作では舞台の時間軸を大正12年としている。

### スタッフ
- 原作・音響監督 - 藤沢文翁[15]
- 監督 - 羽多野浩平[15]
- シリーズ構成・脚本 - 藤咲淳一[15]
- キャラクター原案 - 唐々煙[15]
- キャラクターデザイン - 竹内由香里[15]
- デザインワークス - 新妻大輔、雪駄[10]
- 美術監督 - 加藤浩、坂上裕文[10]
- 美術設定 - 小木斉之、加藤浩、吉田大洋
- 色彩設計 - 関本美津子[10]
- 撮影監督 - 間中秀典[10]
- CGディレクター - 五島卓二[10]
- 編集 - 松原理恵[10]
- 音楽 - 村中俊之[15]
- 演出チーフ - 貞光紳也[10]
- 企画 - 河野洋範、森下勝司、Colin Decker、藤本鈴子、上田豊、寺部明伸、丹羽信宏
- エグゼクティブ・プロデューサー - 江波戸憲司、千野孝敏、堀越大、Adam Zehner、大椛武人
- プロデューサー - 川崎夏子、萩生田佳純、飯島江美子、吉尾宗太、西矢泰之、井上健太郎、佐藤陽介
- アニメーションプロデューサー - 寺川英和
- アニメーション制作 - SIGNAL.MD[15]
- 製作 - MARS RED製作委員会（YTE、SIGNAL.MD、Funimation Global Group,LCC、VAP、ポニーキャニオンエンタープライズ、ディ・テクノ、日本経済広告社）

### 主題歌
「生命のアリア」
和楽器バンドによるオープニングテーマ。作詞・作曲は町屋、編曲は町屋と和楽器バンド。
「ON MY OWN」
HYDEによるエンディングテーマ。作詞・作曲は HYDEの他、Kevin "Thrasher" Gruft、Aaron Edwards、Josh Wilbur、Aliが担当。

### 各話リスト
| 話数 | サブタイトル             | 絵コンテ              | 演出                         | 作画監督                                                                               | 初放送日      |
| ---- | ------------------------ | --------------------- | ---------------------------- | -------------------------------------------------------------------------------------- | ------------- |
| #01  | 陽のあたる場所           | 山門郁夫              | 羽多野浩平                   | 山田勝哉                                                                               | 2021年 4月6日 |
| #02  | 死が二人を分かつまで     | 山門郁夫 羽多野浩平   | 三好なお 貞光紳也 羽多野浩平 | こかいゆうじ 矢島陽介 スタジオマスケット                                               | 4月13日       |
| #03  | 夢枕                     | 羽多野浩平            | 貞光紳也 羽多野浩平          | 矢島陽介 岡郁美 荒木裕                                                                 | 4月20日       |
| #04  | 歌知らずの歌             | うえだしげる          | うえだしげる                 | こかいゆうじ 山本彩 荒木裕 南東寿幸                                                    | 4月27日       |
| #05  | ペルソナ・ノン・グラータ | 中原れい              | 曽根利幸                     | 森田二惟奈 霧山敦子 矢島陽介                                                           | 5月4日        |
| #06  | さいごの青空             | 藤咲淳一              | 貞光紳也                     | 小谷杏子 山本彩 荒木裕 南東寿幸                                                        | 5月11日       |
| #07  | 手紙                     | もりたけし            | 石井章詠                     | 荒木裕 山本彩 南東寿幸 矢島陽介 スタジオマスケット                                     | 5月18日       |
| #08  | 煉獄                     | 羽多野浩平            | 貞光紳也                     | こかいゆうじ 伊藤悠太 スタジオマスケット                                               | 5月25日       |
| #09  | 疑念                     | 佐藤竜雄 うえだしげる | 江副仁美                     | 小谷杏子                                                                               | 6月1日        |
| #10  | 通り過ぎし、夏の夜の夢   | もりたけし            | 貞光紳也                     | Jeong Yeon soon Kwon Oh sik                                                            | 6月8日        |
| #11  | 黒翼                     | 鎌倉由実              | 前園文夫                     | 矢島陽介 林子皓 WHITELINE                                                              | 6月15日       |
| #12  | 道化の王                 | 藤咲淳一              | 貞光紳也                     | こかいゆうじ 伊藤悠太 上原結花子 川辺雄介 スタジオリングス 王悦春 Zearth Sato 萩原省智 | 6月22日       |
| #13  | 弱きもの、汝の名は       | 羽多野浩平            | 羽多野浩平                   | 矢島陽介 荒木裕 こかいゆうじ 山田勝哉 小谷杏子 WHITELINE                               | 6月29日       |

### 放送局
| 放送期間               | 放送時間                     | 放送局           | 対象地域   | 備考                             |
| ---------------------- | ---------------------------- | ---------------- | ---------- | -------------------------------- |
| 2021年4月6日 - 6月29日 | 火曜 1:59 - 2:29（月曜深夜） | 読売テレビ       | 近畿広域圏 | 『MANPA』第1部                   |
| 2021年4月7日 - 6月30日 | 水曜 22:00 - 22:30           | TOKYO MX         | 東京都     |                                  |
| 2021年4月8日 - 7月1日  | 木曜 0:30 - 1:00（水曜深夜） | BSフジ           | 日本全域   | BS/BS4K放送 / 『アニメギルド』枠 |
| 2021年4月9日 - 7月2日  | 金曜 1:37 - 2:07（木曜深夜） | 中京テレビ       | 中京広域圏 |                                  |
| 2021年4月11日 - 7月4日 | 日曜 23:30 - 月曜 0:00       | CSファミリー劇場 | 日本全域   | CS放送                           |

| 配信開始日    | 配信時間                   | 配信サイト |
| ------------- | -------------------------- | --- |
| 2021年4月6日  | 火曜 3:00（月曜深夜） 更新 | dアニメストア（本店・ニコニコ支店・for Prime Video） |
| 2021年4月12日 | 月曜 0:00（日曜深夜） 更新 | ytv MyDo! TVer GYAO! ABEMA ニコニコチャンネル U-NEXT Amazonプライム・ビデオ アニメ放題 バンダイチャンネル ひかりTV Hulu FOD J:COMオンデマンド TELASA milplus Paravi ビデオマーケット DMM.com GYAO!ストア COCORO VIDEO HAPPY!動画 music.jp TSUTAYA TV クランクイン！ビデオ Rakuten TV Google Play ムービーフルPlus |

### ミニアニメ
2020年11月24日より毎月第4火曜日に『ぜろきかん日報』がYouTubeで公開されている。全5話。
- 第1話「ぜろきかん日報11月××日」CV：諏訪部順一、山寺宏一[23]
- 第2話「ぜろきかん日報12月××日」CV：畠中祐、鈴村健一[23]
- 第3話「ぜろきかん日報01月××日」CV：石田彰、鈴村健一[23]
- 第4話「ぜろきかん日報02月××日」CV：山寺宏一、石田彰[23]
- 第5話「ぜろきかん日報03月××日」CV：畠中祐、諏訪部順一[23]

### BD / DVD
| 巻 | 発売日        | 収録話         | 規格品番   | 規格品番   |
| 巻 | 発売日        | 収録話         | BD         | DVD        |
| -- | ------------- | -------------- | ---------- | ---------- |
| I  | 2021年6月2日  | 第1話 - 第6話  | VPXY-71856 | VPBY-14079 |
| II | 2021年8月25日 | 第7話 - 第13話 | VPXY-71857 | VPBY-14080 |

## 舞台
ロックミュージカル『MARS RED』
2021年6月24日 - 7月1日、天王洲 銀河劇場にて上演。
当舞台は題にもある通り、生バンドによる演出や合奏も醍醐味の一つとなっている。
シナリオは原作をベースに、新隊員「ナンバ」の計画で揺れ動く零機関を中心とするオリジナルとなっている。

### スタッフ
- 原作 - 藤沢文翁（「MARS RED」/ SIGNAL.MD）[25]
- 脚本・演出 - 西田大輔[25]
- 音楽 - YOSHIZUMI[25]
- 振付 - 良知真次[25]

### キャスト[26]
- 栗栖秀太郎 - 太田基裕
- 前田義信 - 中村誠治郎
- スワ - 糸川耀士郎
- 山上徳一 - 柳瀬大輔
- ナンバ - 山本一慶
- 白瀬葵 - 七木奏音
- 天満屋慎之助 - 松井勇歩
- デフロット - KIMERU
- 中島宗之助 - 萩野崇
- タケウチ - 平野良
- 平沼 - 泉見洋平

## ゲーム
スマートフォン向けアドベンチャーゲームアプリ「MARS RED〜彼ハ誰時ノ詩〜」（マーズレッド かはたれどきのうた）がディ・テクノから配信決定。2023年1月31日をもってサービスを終了した。